# سیلم (کنتاکی)
سیلم (به انگلیسی: Salem) شهری در ایالت کنتاکی کشور ایالات متحده آمریکا است که جمعیت آن در سرشماری سال ۲۰۱۰ میلادی، ۷۵۲ نفر بوده‌است.